# Henry Odera Oruka
Henry Odera Oruka, kenijski filozof, * 1. junij 1944, provinca Nyanza, Kenija, † 9. december 1995. 
Najbolj je znan po knjigi "Sage Philosophy". To je bil projekt, ki se je začel v sedemdesetih letih 20. stoletja in je poskušal ohraniti znanje avtohtonih mislecev v tradicionalnih afriških skupnostih. Preminil je 9. decembra leta 1995 prav tako v Keniji. 
Črna celina, kjer je med bolj znanimi filozofi tudi Oruka, velja za zibelko človeštva, kot domovino filozofske misli pa je Evropejci dolgo niso prepoznali.  

## Življenje
Henry Odera Oruka se je rodil 1. junija 1944 v kenijski provinci Nyanza. Po končanem študiju v Keniji je odšel na univerzo Uppsala na Švedskem. Tam se je vpisal na dodiplomski študij na Fakulteti za matematiko in naravoslovje ter študiral meteorologijo, geografijo in geodezijo. Kasneje je študiju dodal še filozofijo, ki ga je prav tako zanimala. Po diplomi iz naravoslovja in filozofije se je odločil, da opusti naravoslovje in nadaljuje le še s študijem filozofije. Na magistrski študij se je preselil na Wayne State University v Združenih državah Amerike, kjer je dokončal študij in na koncu doktoriral. Njegova disertacija na temo "svoboda" (napisana leta 1970) je bila pozneje izpopolnjena in objavljena leta 1976 pod naslovom Punishment and Terrorism in Africa. Od oktobra 1970 do svoje smrti 9. decembra 1995 je poučeval filozofijo na Univerzi v Nairobiju. 
Na Oddelku za filozofijo in religiozne študije, ki je bil ustanovljen leta 1969 na Univerzi v Nairobiju, so bili večinoma zaposleni duhovniki in laični teologi. Za "afriško filozofijo" niso imeli veliko časa, saj so dvomili o sposobnosti Afričanov za logično razmišljanje. Po večletnem vztrajnem in srditem boju, ki ga je vodil Odera Oruka, so julija 1980 na univerzi filozofijo ločili od religije, sam pa je bil imenovan za ustanovitelja in predstojnika novega filozofskega oddelka. Na žalost oddelka je smrt Odere Oruke spremljal izrazit upad mednarodnega ugleda filozofije na Univerzi v Nairobiju. Disciplina, za katero si je Odera Oruka tako prizadeval, da bi jo ločil od religije, se je od takrat s slednjo ponovno združila. 
Odera Oruka je bil ustanovni predsednik Filozofskega združenja Kenije (PAK), ustanovni direktor Mednarodnega inštituta za okoljske študije (IIES) v Nairobiju, član Kenijske nacionalne akademije znanosti (KNAS) in generalni sekretar Afriškega združenja za študije prihodnosti (AFSA); generalni sekretar Afro-azijskega filozofskega združenja (AAPA); podpredsednik Medafriškega sveta za filozofijo (IACP); član izvršnega odbora Mednarodne zveze filozofskih društev (FISP) in Svetovne zveze za študije prihodnosti. 3. junija 1993 je prejel častni doktorat Fakultete za humanistiko Univerze v Uppsali. 

## Zasebno življenje
Odera Oruka je bil dvakrat poročen. Prva žena, pokojna Millicent Achien'g, mu je rodila tri otroke: Owiso Odera (televizijski igralec), Sheila Odera in Sharon Odera. Z drugo ženo Olivio Phoebe Ayoma je imel dva otroka, in sicer Ronnieja Omugo in Petra Oruko Odero. 

## Osnovna prepričanja
V njegovih delih so vidni trije bistveni pristopi: 

### Socialno-ekonomska prikrajšanost
Revščina in lakota sta v Afriki največji oviri za duševni razvoj in ustvarjalnost. Toda namesto pritoževanja nad imperializmom, kolonializmom, tujo kulturno prevlado itd. je treba zdravilo poiskati v procesu samonadzora in kritike. 

### Kulturna rasna mitologija
Boj proti kulturnim in rasnim mitologijam je bila ena njegovih glavnih tem. Razlikoval je  dve vrsti mitov: Miti o stopnji civilizacije in plemenitosti nekaterih ras v nasprotju z zaostalostjo in suženjsko miselnostjo drugih. Drugi mit govori o filozofsko-znanstveni nadarjenosti nekaterih ras in ustreznem pomanjkanju pri drugih rasah, pri čemer je Afrika vedno na nenadarjeni in necivilizirani strani lestvice. 

### Iluzija videza
Pomen videza je razdelil na tri dele. V prvem delu opisuje zanašanje na zunanji videz kot bolezen večine ljudi v družbi. Drugi pomen je videz, s katerim manipulirajo poslovni tajkuni in drugi, ki imajo moč, da bi povečali svoj položaj in vpliv. V tretjem delu, na filozofski ravni, pa videz postane ovira za intelektualno dejavnost. Ta vrsta videza je izrazita na področju izobraževanja, kjer se ljudi uči stilov, ne pa vsebine. Rezultat tega ni znanje, temveč predsodki, rasizem, tribalizem, seksizem in nerazumna brezbrižnost do drugih kultur. To ga je spodbudilo k analizi konceptov, da bi prišel do splošno sprejete resnice, namesto da se zanaša zgolj na videz. 

## Obstoj neodvisne afriške filozofije
Razdelitev se pripisuje Oderi Oruki, ki je prav gotovo najpomembnejši za razvoj afriške filozofije 20. stoletja. Ta razdelitev je splošno sprejeta, kar med drugim dokazujeta članka: Zeverin Emagalit: Contemporary African Philosophy in Ananyo Basu: African Philosophy and Multicultural Thought. Nekateri to imenujejo kar Orukov projekt. O obstoju neodvisne afriške filozofije pred Zahodom kot tudi o njeni naravi je bilo veliko, navadno ostrih razprav. Odera Oruka je opredelil štiri smeri, razprave oz. sodobne trende afriške filozofije 20. stoletja, ki so naštete spodaj. Bolj podrobno so ti predstavljene še v nadaljevanju.  

### Etnofilozofija
Etnofilozofija je modrost, ki je plod skupnega dogovora ali  konsenza, in predstavlja kolektivno vedenje (miti, folklora, pregovori). Izraz etnofilozofija je prvi uporabil Kwame Nkrumah, skoval pa ga je Paulin J. Hountondji, ki ga je videl kot kombinacijo etnografije in filozofije. 
Temeljni ugovor etnofilozofiji je predfilozofsko stanje, ki ga v veliki meri gojijo glavni zapisovalci. Mednje spadajo Placide Tempels (1906-1977), Leopold Senghor (1906-2001), John Mbiti (1931), Alexis Kagame (1912-1981). Vsi našteti opisujejo ljudsko vedenje z antropološkimi, sociološkimi, etnografskimi in filozofskimi prvinami. Nekateri se zavzemajo za samostojno afriško filozofijo, kar naj bi predstavljala ta skupna ljudska znanja. Paulin Houtondji (African Philosophy Myth and Reality, Indian Univercity Press, 1996) polemizira s tem samozadostnim stališčem. Vendar je to izhodišče prosvetljenstva (Rousseau) – o plemenitem divjaku. Slednje je za razgledane Afričane podcenjujoče, a je pospešilo zanimanje za modrost Afrike.  
Spodaj je zapisan primer.  
Temeljne vrednote plemena Ubuntu so: skrb, empatija, delitev dobrin in spoštovanje. Človek mora biti prijazen, velikodušen, prijateljski, živeti v harmoniji – v skladju s seboj, okoljem in stvarnikom. Človek je zanje izhodišče in merilo: “Ubuntu ungamuntu ngabanye abantu.”- Ljudje so ljudje preko ljudi. Kredo Mutwa, cenjen sangoma (zdravilec, vrač) plemena Zulu pravi: "Afrika lahko nauči svet humanosti, saj smo pozabili, kaj pomeni biti človek in tega se moramo zelo naglo spomniti, če le hočemo rešiti svet. Izgubili smo sposobnost za igranje glasbe. Ljudje žive, a niso živi. Življenje moramo porabiti in igrati nanj kot na glasbilo to čudovito glasbo življenja.« 

### Ideološka filozofija
Ideološka filozofija je utemeljena na afriški družbi in socialističnih idejah.  Cilj je prava osvoboditev Afrike in vrnitev k izvornem afrikanskem humanizmu, kjer je to mogoče.  
Ideološka filozofija je praktično naravnan na osvoboditev, torej je proti kolonialna, zato je seveda praktična in prevzema socialistične nazore, ki so opravičevali in zagovarjali spremembo. Zajema sledeče filozofe Kwame Nkrumah, Sekou Toure, Julius Nyerere, Kenneth Kaunda ter marksistična Frantz Fanon in Amilcar Cabral.  

### Profesionalna filozofija
Gre za stališče, ki ga običajno zavzemajo strokovno usposobljeni študenti ali učitelji filozofije. Profesionalna filozofija se sprašuje kaj je filozofija , kar pomeni – kaj je afriška filozofija. Gre za metafilozofijo – razčiščevanje, kako se vključiti v sodobne trende filozofije v svetu. Nekateri od afriških filozofov so bili prepričani, da afriška filozofija še ne obstaja (Serequeberhan 1991, 21), ali vsaj, da je je šele začela obstajati v njihovih lastnih diskurzih (Gyekye 1987, 8). Šele v XXI. stoletju so dani pogoji (izobraženci, univerze, ekonomska stabilnost in relativna samostojnost, povezave in skupni smotri) za razvoj. Profesionalna filozofija zavrača etnofilozofijo in se namesto tega nagiba k univerzalističnem stališču. Po njihovem mnenju je treba afriško filozofijo obravnavati z enakimi oblikami kritične analize, ki se uporabljajo za prevladujočo zahodno filozofijo. Deskriptivni pristop je sam po sebi primernejši za področje antropologije in za afriško misel uporablja drugačne standarde. Med filozofi, ki pripadajo tej smeri so: Kwasi Wiredu, Paulin Hountondji, Peter O. Bodunrin in Odera Oruka. 

### Modrijanska filozofija
Morda bi lahko Philosophic sagacity sicer prevedli tudi kot modrostna filozofija. Pri uporabljenem prevodu pa se izhaja  iz sledečega; ang. sage pomeni modrijan; kar nas torej privede do modrijanske filozofije.   
Modrijanska  filozofija refleksivno (razmišljujoče) obravnava modrost in tradicijo.  Marcel Griaule je bil francoski antropolog, ki je pričel z raziskavami plemena Dogonov, a najznačilnejši predstavnik je Odera Oruka, ki je proto-filozofe proglasil že za filozofe, kar je tudi sam Oruka revidiral s »profesionalno« filozofijo. 
Pismenost ni pogoj za modrost. Predvsem je treba premisliti kritično etnofilozofijo. Njihova dognanja so plod njihovih raziskav in premišljevanj. Ti so še najbližje Sokratu in sokratski metodi. 
Modrijanska filozofija gre dalje in pripiše posamezniku možnost samostojnega razmišljanje, torej ni le vpet v tradicijo. To imenujejo “komunalizem”, torej da popularno vedenje skupnih maksim korigirano z didaktično modrostjo utemeljeno z razumom. S tem nadgradijo etnofilozofijo. Modrijanska filozofija meni, da se večino vrednot in prepričanj sprejme racionalno. Vendar pripomnimo, da za razviti Zahod, kot za Afričane, velja, da se sicer sklicujemo na razum, toda žal večino najpomembnejših odločitev sprejemamo intuitivno. Prepričanja in vrednote se pridobivajo znotraj kulture dosti kompleksnejše – kot le z razumom.  
Spodaj je zapisan primer. 
Kaj je resnica:  “Ko je nekaj res, je res, je tako kot to vidiš … je to kar je … kot ta vrč … resnica je, da je to le vrč, je le to, kar je. Resnica je dobra. Neresnica je slaba. Je zlo. Kdor govori resnico, ga dobri ljudje spoštujejo. Lažnivec ima lahko veliko pristašev, toda on je slab / zal.” In zakaj torej ljudje lažejo? ” “Da lahko jedo … da dosežejo prazen ugled, žele dobit z goljufijo. (primer povzet iz Oruka Henry Odera, Sage Philosophy: Indigenous Thinkers and Modern Debate on African Philosophy, Nairobi, African Center for Technological Studies (ACTS) Press 1991. str.111)

### Kritike modrijanske filozofije
Filozofska modrost ni filozofija, je glavni argument D. A. Masola. Na podlagi sokratske metode njegova analiza pokaže, kako pogosta sta izročilo in mnenje temeljila na nezadostnem utemeljevanju. Po njegovem mnenju se prava filozofija opira na analizo, opredelitev in razlago. Filozofska modrost po njegovem mnenju spada v kategorijo tako imenovane predsokratske filozofije. Obema kljub prisotnosti "modreca" in diskurzu z njim spodleti pri doslednem odnosu do racionalne razlage in njenem prakticiranju. Zgolj razprava o neki temi nima visoke stopnje abstrakcije, pojmovne analize in odnosa, ki so po njegovem mnenju bistvo stroge filozofije. 
Masolo nasprotuje tudi afrocentrični perspektivi, ki je lastna pristopu Oderja Oruke, ki pred-pismene afriške moške in ženske obravnava kot proto-filozofe. Za Odero Oruko je filozofska vedrina med etnofilozofijo in strokovno filozofijo in je zgolj izhodišče pri določanju narave afriške filozofije. 
V svojem eseju "Filozof in modrec: O vprašanju afriške filozofije" Peter O. Bodunrin zavrača Odero Oruko, da je filozofska modrost filozofija, saj je zanj pismenost nujen pogoj za filozofsko razmišljanje. Njegov drugi, s tem povezan ugovor je tisti, ki je skupen antropologiji: vpliv opazovalca. Če filozof intervjuva "modreca", ali je rezultat res delo "modreca" ali skupni izdelek? Kdo je dejanski ustvarjalec "filozofije"? Odera Oruka se je na takšno razmišljanje odzval s poudarkom, da je razmišljanje običajno pred pisanjem in da je namen pogovorov ustvariti surovino, ki jo filozof uporabi pri svojem prizadevanju, da torej dokaže, da prava filozofija obstaja na afriških tleh. 

## Etika
Manj znani so prispevki Oderja Oruke k etičnim vprašanjem, kot sta varstvo okolja in upravičenost tuje pomoči.  
Filozof je za slednje navedel tri možne razloge 
dobrodelnost (splošna spodobnost), spodbujanje mednarodne trgovine in zgodovinsko popravljanje. Kasneje je dodal še en argument: "pravica do človeškega minimuma". 
Odera Oruka je v svojem članku "Etika staršev Zemlje" za razlago svojega argumenta uporabil prispodobo družine šestih otrok z različno stopnjo bogastva in revščine. Teh šest otrok ima nekaj skupnih stvari, vsak pa ima svoje individualne talente in imetje. Oruka je razlikoval med naslednjimi vrstami: 
Prvo pravilo: Načelo starševskega dolga (a.) Načelo varnosti družine (b.) Načelo starševskega dolga (c.) Načelo preživetja posamezne družine 
Drugo pravilo: Načelo individualne sreče (a.) Pravilo osebnih dosežkov (b.) Pravilo osebnega presežka (c.) Pravilo javnega prava 
Celotnega sistema ni mogoče podrobno opisati v okviru tega članka, vendar so iz zgornjega okvira glavne točke naslednje: načelo starševskega dolga se zgodi pred načelom individualne sreče. Če je prvo pravilo v običajnih okoliščinah v nasprotju s čim drugim, ima prvo pravilo prednost, čemur rečemo kar "etika zdrave pameti". Če sta bogastvo in varnost skupnosti v nasprotju z individualno srečo ali dosežki, prva prevlada nad drugo. Ta vrsta etike se lahko uporablja tako za okoljska vprašanja kot tudi za prerazporeditev bogastva 

## Opredelitev človeškega minimuma in globalne pravičnosti
Opredelitev človeškega minimuma in globalne pravičnosti 
Človeško življenje je iz dneva v dan bolj uničujoče. Dostojanstvo, ki mu ga pripisujemo, postaja odbijajoče, zato postaneta kazen in pravičnost dilema, tako pri lastni odločitvi, kot pri iskanju globalne pravičnosti. Kot odgovor na modro iskanje globalne pravičnosti temelji Orukovo pojmovanje na ideji človeškega minimuma, da bi človek živel življenje, vredno človeka, življenje z določenim dostojanstvom, ki človeku zagotavlja sposobnost, da kot moralni dejavnik izvaja racionalnost. Življenjsko stanje, ki je nižje od minimuma, človeku odvzame osebnost in ga zreducira na moralnega pacienta; ne pa na moralnega agenta. Takemu človeku manjkata dostojanstvo in sposobnost moralne izbire, za katero je lahko moralno odgovoren. Orukov koncept človeškega minimuma temelji na priznanju oziroma je potrditev, da ni večje pravice človeka od pravice do življenja in dostojanstva. Človeški minimum je tudi najnižja meja družbene pravičnosti; je minimum, ki je potreben za vsako smiselno govorjenje o družbeni pravičnosti. Zato je Orukov koncept človeškega minimuma v bistvu iskanje moralnega načela, ki bi človekovo preživetje in dostojanstvo povzdignilo na prvo mesto družbene pravičnosti. 

## Dela
Med filozofova najbolj poznana in najbolj uspešna dela lahko zagotovomo štejemo: 
- Filozofija, humanost in ekologija ( Philosophy, Humanity and Ecology),
- Kazen in terorizem v Afriki (Punishment and Terrorism in Africa),
- Filozofija svobode (The Philosophy of Liberty),
- Trendi in sodobna afriška filozofija (Trends in Contemporary African Philosophy).